# R・J・ミッチェル
R・J・ミッチェル(R. J. Mitchell)は、1850年代に活躍した天文学者で、ウィリアム・パーソンズのアシスタントであった。ゴールウェイ大学で学び、1853年にパーソンズのアシスタントとして雇用された。また、パーソンズの息子達の家庭教師も務めた。ミッチェルには観測の才能があり、パーソンズの72インチ望遠鏡での多くの発見について優れた絵も残した。パーソンズの発見とされるものの多くは、実際はミッチェルの発見であったとも言われている。1858年5月にパーソンズの下を離れた後は、アイルランドの公務員となった。